# Commiphora hildebrandtii
Commiphora hildebrandtii är en tvåhjärtbladig växtart som först beskrevs av Adolf Engler, och fick sitt nu gällande namn av Adolf Engler. Commiphora hildebrandtii ingår i släktet Commiphora och familjen Burseraceae. Inga underarter finns listade i Catalogue of Life.